# 장윤주
장윤주(張允柱, 1980년 11월 7일 ~ )는 대한민국의 모델, 방송인, 싱어송라이터, 배우다.

## 학력
- 서울풍납초등학교
- 풍납여자중학교
- 서울예술대학 영화과

## 방송 및 출연 작품

### 텔레비전
- Mnet 《I am a model 1》 (2006년 1월 ~ 2006년 8월)
- Mnet 《장윤주의 29》 (2008년 8월 ~ 2008년 9월)
- MBC 《음악 여행 라라라》(2009년 3월 ~ 2009년 6월)
- MBC 《무한도전》 (2010년, 2012년, 2014년)
- 온스타일 《도전! 수퍼모델 코리아》 (2010년 8월 ~ 12월)
- 온스타일 《도전! 수퍼모델 코리아 2》 (2011년 7월 ~ 10월)
- OLIVE 《장윤주의 매직 레시피》 (2012년 7월)
- 온스타일 《도전! 수퍼모델 코리아 3》 (2012년 7월 ~ 12월)
- 온스타일 《윤주의 봄날》  (2013년 5월)
- 온스타일 《도전! 수퍼모델 코리아 4》  (2013년 8월 ~ 11월)
- 온스타일 《도전! 수퍼모델 코리아 가이즈앤걸스》 (2014년 8월 ~ 11월)
- SBS 《SBS 스페셜 - 장윤주의 가슴이야기》 (2015년 4월)
- JTBC 《김제동의 톡투유 - 걱정 말아요! 그대》 (2016년 3월)
- tvN 《신혼일기 2》 (2017년)
- JTBC 《아는 형님》 - 104회(2017년 12월 2일), 196회(2019년 9월 7일), 263회 (2021년 1월 9일)
- tvN 《주말사용설명서》 (2018년)
- 온스타일 《겟 잇 뷰티 2019》 (2018년 1월 26일 ~ 2018년 12월 7일, 2019년 2월 22일 ~ 2019년 12월 20일)
- SBS 《더 팬》 - 8회, 9회 (2019년 1월 12일, 2019년 1월 19일)
- tvN 《플레이어》 - 11회 (2019년 9월 29일)
- NQQ  《위플레이 시즌2》- 10회
- Mnet 《달리는 사이》 (2020년 12월 9일 ~ 2020년 12월 30일)

### 웹예능
- 유튜브 《핑계고》- (2024년 9월 7일 - 56회)

### 영화
- 2015년 《베테랑》 ... 봉윤주 역
- 2021년 《세자매》 ... 미옥 역
- 2023년 《좋.댓.구》 ... 돌리스 광고 여자 (특별출연)
- 2023년 《발레리나》 ... 문영 언니 역
- 2024년 《시민덕희》 ... 숙자 역
- 2024년 《베테랑 2》 ... 봉윤주 역
- 2024년 《최소한의 선의》 … 희연 역
- 2024년 《1승》 … 방수지 역

### 드라마
- 2019년 KBS2 월화드라마 《퍼퓸》 - 톱모델 역 (특별출연)
- 2022년 Netflix 오리지널 드라마 《종이의 집: 공동경제구역》 - 나이로비 역
- 2024년 tvN 토일드라마 《눈물의 여왕》 - 백미선 역
- 2025년 ENA 월화드라마 《착한 여자 부세미》 - 가선영 역

### 라디오
- 2011년 MBC FM4U 《오늘아침》
- 2012년 ~ 2014년 KBS 쿨FM 《옥탑방 라디오》

### 뮤직비디오
- 2001년 토이 - 좋은 사람 · 내가 남자친구라면
- 2007년 마이큐(MY-Q) - 며칠째
- 2011년 그랜드민트밴드 - So Nice
- 2013년 이효리 - Bad Girls
- 2020년 aespa - Black Mamba

## 광고
- Boy Meet Girl, 1998
- TBJ, 2001
- KB국민은행, 2003
- HERA, 2003
- AK Duty-free Shop, 2006
- CJ mall, 2006
- KeraSys, 2007
- 코카콜라 미닛메이드 스타일워터, 2007
- Perry Ellis America, 2008
- ALO, 2009
- SK II, 2009
- 앤듀, 2009
- Hy R&B, 2011
- 하나은행, 2011
- 신영와코루 비너스, 2011
- 오뚜기 컵누들, 2012
- SK매직, 2012
- 메이크업포에버, 2012 ~ 2013
- 럭키 슈에뜨, 2014
- 여기어때, 2022 (윤종신, 이미주, 장기하, 노홍철, 미노이, 아누팜 트리파티, 빠니보틀과 함께 출연)

## 수상
- 1998년 패션사진가협회주최 베스트모델상
- 1998년 모델센터 주최 베스트모델상
- 1998년 GTV 주최 베스트모델상
- 2000년 팬틴 주최 글래머상
- 2002년 바자 선정 올해의 모델상
- 2002년 패션사진기자협회 베스트모델상
- 2003년 아디다스 매니아상
- 2005년 제1회 패션협회 베스트모델상
- 2008년 스타일 아이콘 어워즈 스타일 아이콘 모델상
- 2008년 제25회 코리아 베스트 드레서 백조상 모델 부문 스완 어워드
- 2012년 제6회 엠넷 '20s choice' 스타일상
- 2013년 KBS 연예대상 라디오 DJ상
- 2014년 제9회 아시아모델상시상식 아시아스타상

## 음반
- 2008년 11월 14일 1집 - Dream
- 2012년 10월 4일 디지털 싱글 - 가을바람
- 2012년 11월 19일 2집 - I'm Fine
- 2017년 9월 11일 EP - LISA
- 2018년 2월 22일 디지털 싱글 - 낯선 꿈 (with 주윤하)

## 저서
- 2005년 5월 20일 CmKm : 젊은 아티스트 여섯 명의 여섯 빛깔 여행기 (ISBN 9788952743091)
- 2006년 8월 1일 스타일 북 (ISBN 895274649X)
- 2011년 5월 11일 TOP MODEL (ISBN 9788952215673)

## 사이트
- 위키미디어 공용에 장윤주 관련 미디어 분류가 있습니다.
- (영어) 장윤주 - 패션 모델 디렉터리
- 장윤주 - 인스타그램
- 장윤주 - 페이스북